# Pak Szongcshol (labdarúgó, 1987)
Pak Szongcshol (hangul: 박성철, handzsa: 朴成哲, RR: Pak Song-chol; 1987. szeptember 24. –) észak-koreai válogatott labdarúgó, a Rimjongszu (Rimyongsu) középpályása.
A 2010-es labdarúgó-világbajnokság selejtezőin is részt vett. Játszott a 2007-es U20-as labdarúgó-világbajnokságon is.